# Flomaton
Flomaton es un pueblo ubicado en el condado de Escambia en el estado estadounidense de Alabama. En el censo de 2000, su población era de 1588. 

## Demografía
En el 2000 la renta per cápita promedia del hogar era de $ 25.875$, y el ingreso promedio para una familia era de 34.141$. El ingreso per cápita para la localidad era de 14.360$. Los hombres tenían un ingreso per cápita de 30.083$ contra 15.292$ para las mujeres.

## Geografía
Flomaton está situado en 31°0′32″N 87°15′21″O / 31.00889, -87.25583 (31.008921, -87.255746).
Según la Oficina del Censo de los EE. UU., la ciudad tiene un área total de 5.32 millas cuadradas (13.78 km ²).